# شون جونستون
شون جونستون هو ممثل كندي، ولد في 9 سبتمبر 1958 في كندا.

## وصلات خارجية
- شون جونستون على موقع IMDb (الإنجليزية)
- شون جونستون على موقع ألو سيني (الفرنسية)
- شون جونستون على موقع أول موفي (الإنجليزية)
- شون جونستون على موقع قاعدة بيانات الأفلام السويدية (السويدية)
- شون جونستون على موقع قاعدة بيانات الفيلم (الإنجليزية)
- شون جونستون على موقع كينوبويسك (الروسية)